# Aśvin

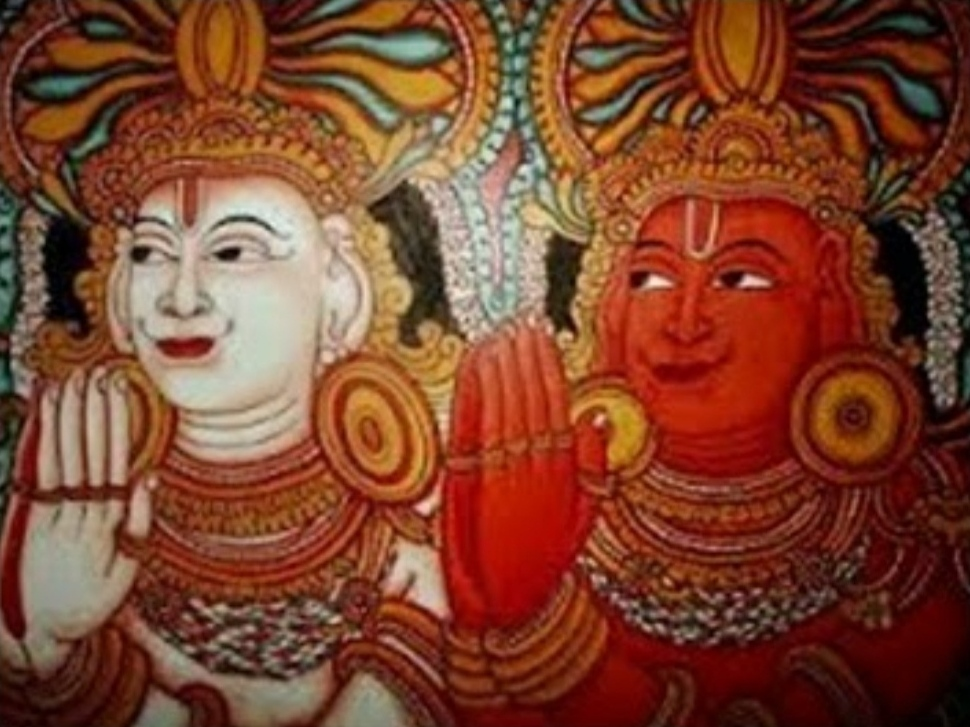
Gli Ashvin rappresentanti la luce dell'alba e del tramonto

Gli Aśvin (in sanscrito अश्विन्, anglicizzato in Ashvin, lett. "cavalieri" o "domatori di cavalli") sono i gemelli divini della mitologia induista, figli di Saranyū, la dea delle nubi, e di Sūrya, la principale divinità solare, talvolta identificato con Mitra. La dea Uṣás era considerata la loro comune consorte.
Essi appaiono in cielo sul loro carro all'alba e al tramonto. Gli Ashvin, o Ashwini Kumaras, erano talvolta rappresentati con la testa di cavallo.
Nei Veda sono anche chiamati Nasatya, e sono i medici degli dei. Nel successivo Mahabharata sono chiamati Nasatya o Dasra, ma in alcuni passaggi Nasatya e Dasra sono i singoli nomi dei due gemelli
Nell'astrologia indiana gli Ashvin sono collegati alla costellazione dell'Ariete, perché la loro moglie o madre sarebbe Hamal, la stella più luminosa della costellazione (Alpha Arietis). Nel calendario induista Ashvinī è l'asterismo comprendente le stelle β e γ Arietis, che individua il primo dei 27 nakshatra, talvolta chiamati case lunari, cioè segmenti dell'eclittica, che riflettono l'orbita della luna contro le stelle fisse per una durata di 27 giorni e 7¾ ore. Il calcolo dei Nakshatra era già conosciuto al tempo del Rig Veda (secondo-primo millennio a.C.).
Gli Ashvin sono menzionati 376 volte nei Rigveda, con 57 inni dedicati specificatamente a loro: 1.3, 1.22, 1.34, 1.46-47, 1.112, 1.116-120 (cfr. Vishpala), 1.157-158, 1.180-184,
2.20, 3.58, 4.43-45, 5.73-78, 6.62-63, 7.67-74
8.5, 8.8-10, 8.22, 8.26, 8.35, 8.57, 8.73, 8.85-87
10.24, 10.39-41, 10.143.